# Еґберт I (король Берніції)

Походи Великої язичницької армії в Британії

Еґберт I (Екгберт I; дав.-англ.  Ecgberht I, англ. Egberht I; помер у 873) —король Берніції (867—872).

## Біографія
Найбільш докладні свідчення про Еґберта I містяться в працях автора XII століття Симеона Даремського.
Згідно з «Церковною історією Англії» Симеона Даремского, перша згадка про Еґберта I відноситься приблизно до середини 860-х років, коли той був одним з наближених до англосаксонських правителів Нортумбрії. Ймовірно, Еґберт належав до вищих верств нортумбрійскої знаті. Можливо, він був етелінгом.
У той час Нортумбрія часто піддавалася нападам скандинавських вікінгів. В ході одного з таких нападів, що здійснений Великою язичницькою армією на чолі з Іваром Безкостим і Хальфданом, 21 березня 867 року в битві під стінами Йорка загинули два нортумбрійскі королі, Елла II і Осберт. Після загибелі цих монархів Нортумбрія потрапила під контроль скандинавів. Ті, бажаючи зміцнити владу над завойованими землями, поклали на престол свого ставленика. Їх вибір з невідомих причин впав на Еґберта, якому було довірено управління територією Нортумбрійского королівства на північ від річки Тайн, в той час як більш південні землі з містом Йорк залишилися під владою данів.
Про правління Еґберта I відомостей майже не збереглося. За свідченням Симеона Даремського, цей монарх був у всьому слухняний волі вікінгів. Така покірність Еґберта викликала сильне невдоволення серед його підданих. В результаті в 872 році в Нортумбрії відбулося повстання, очолене Ріксігом, можливо, родичем попередніх нортумбрійських королів. Еґберт та архієпископ Йоркський Вульфгер, що підтримував правителя, були змушені покинути королівство.
Втікачі знайшли притулок при дворі короля Мерсії Бурґреда. Однак якщо Вульфгер все ж зумів пізніше повернутися у Йорк, то Еґберт так і помер вигнанцем у 873 році. Після його смерті влада над англосаксонською частиною Нортумбрії остаточно перейшла до Ріксіга.